# Melchor de Talamantes
Melchor de Talamantes (Lima, 10 gennaio 1765 – Veracruz, 9 maggio 1809) è stato un religioso messicano.
Melchor de Talamantes (nome completo: Melchor de Talamantes Salvador y Baeza) fu un prete cattolico, un politico liberale ed un leader dell'indipendenza messicana.
All'età di 14 anni prese i voti ed in seguito ottenne il dottorato in teologia dall'università di San Marcos. Fu alto funzionario della diocesi di Lima e per due anni assistente del viceré di Spagna Francisco Gil de Taboada y Lemus. Nel 1796 divenne prete secolare a causa della sua tendenza a leggere libri messi all'indice dalla Chiesa.
Durante la sua attività di studioso pubblicò due testi di argomento storico e religioso:
- Panegírico de la gloriosa Virgen y doctora Santa Teresa de Jesús;
- Oración fúnebre en las exequias de los soldados españoles muertos en la guerra;

Dopo il 1806 si interessò sempre di più alle politiche indipendentiste del Messico e divenne attivo politico, allontanandosi dalla Chiesa. nel 1808, al momento dell'invasione francese della Spagna assunse un atteggiamento apertamente indipendentista e filorepubblicano, convocando dei comizi nel Comune di Città del Messico. Si schierò con il viceré spagnolo Iturrigaray, favorevole all'indipendenza e fu con lui arrestato dai conservatori spagnoli.
Imprigionato senza un regolare processo per "slealtà al Re ed adesione alle dottrine indipendentiste" fu condannato a morte dopo la deportazione nelle carceri spagnole, ma morì per un'infezione non curata contratta in prigione in Messico. Oggi è fra gli eroi nazionali dell'Indipendenza messicana.

## Fonti
- Wikipedia in spagnolo

| Controllo di autorità | VIAF (EN) 43158395 · ISNI (EN) 0000 0000 7781 4417 · CERL cnp01223269 · LCCN (EN) n81053850 · GND (DE) 141084995 · BNE (ES) XX5071999 (data) · BNF (FR) cb16594315j (data) |